# Phạm Mạnh Cường
Phạm Mạnh Cường là một sĩ quan cấp cao trong Quân đội nhân dân Việt Nam, hàm Thiếu tướng, hiện đang giữ chức Phó Chủ nhiệm Tổng cục Hậu cần

## Thân thế binh nghiệp
Trước năm 2019, ông ông giữ chức Cục trưởng Cục Hậu cần,Quân khu 1
Năm 2019, ông được bổ nhiệm giữ chức Phó Chủ nhiệm Tổng cục Hậu cần
Thiếu tướng (2020)